# Morti il 17 ottobre

## V secolo(1)
- 415 - Paolo di Tammah, monaco cristiano e santo egiziano

## VI secolo(1)
- 532 - Papa Bonifacio II, papa, cardinale e vescovo ostrogoto

## VII secolo(1)
- 688 - Anstrude di Laon, monaca cristiana franca

## VIII secolo(2)
- 739 - Nothhelm, arcivescovo anglosassone
- 764 - Fujiwara no Nakamaro, politico giapponese (n. 706)

## IX secolo(1)
- 866 - Al-Musta'in, califfo arabo

## XI secolo(1)
- 1064 - Rodolfo Gabrielli, vescovo e santo italiano (n. 1034)

## XIII secolo(2)
- 1232 - Abu l-'Ala Idris al-Ma'mun, califfo berbero (n. 1186)
- 1277 - Beatrice di Falkenburg, sovrana tedesca (n. 1254)

## XIV secolo(2)
- 1346 - John Randolph, III conte di Moray, nobile e militare scozzese
- 1368 - Lionello Plantageneto, I duca di Clarence, principe inglese (n. 1338)

## XV secolo(12)
- 1404 - Caterina Visconti, sovrana italiana (n. 1362)
- 1409 - Jean de Montaigu, funzionario francese (n. 1363)
- 1438 - Pietro di Trastámara, principe (n. 1406)
- 1451 - Alessandra di Pomerania-Stolp, nobile (n. 1437)
- 1456 - Nicolas Grenon, compositore francese
- 1478 - Roberto del Palatinato-Simmern, vescovo cattolico tedesco (n. 1420)
- 1485 - Pietro II Dal Verme, condottiero italiano
- 1485 - Giovanni d'Aragona, cardinale e abate italiano (n. 1456)
- 1488 - Francesco di Antonio del Chierico, miniatore e orafo italiano (n. 1433)
- 1490 - Giuliano da Maiano, scultore, architetto e ingegnere militare italiano
- 1492 - Baldassarre Ravaschieri, presbitero italiano (n. 1419)
- 1494 - Giacomino da San Giorgio, giurista italiano

## XVI secolo(12)
- 1510 - Johannes Bonemilch, vescovo cattolico tedesco
- 1516 - Francesco della Lora, architetto e scultore italiano
- 1529 - Kṛṣṇadevarāya, sovrano indiano (n. 1471)
- 1550 - Giulio Cesare Gonzaga di Novellara, patriarca cattolico italiano (n. 1505)
- 1552 - Gaspar Hedio, storico e teologo tedesco (n. 1494)
- 1552 - Andrea Osiander, teologo e scienziato tedesco (n. 1498)
- 1553 - Giorgio III di Anhalt-Dessau, nobile tedesco (n. 1507)
- 1572 - Ludovico Beccadelli, arcivescovo cattolico, letterato e scrittore italiano (n. 1501)
- 1575 - Gaspar Cervantes de Gaete, cardinale e arcivescovo cattolico spagnolo (n. 1511)
- 1586 - Philip Sidney, poeta e militare britannico (n. 1554)
- 1587 - Umberto Locati, vescovo cattolico italiano (n. 1503)
- 1590 - Maria d'Avalos, nobildonna italiana (n. 1562)

## XVII secolo(17)
- 1608 - Luca Bati, compositore italiano (n. 1546)
- 1614 - Gümülcineli Damat Nasuh Pascià, politico ottomano
- 1624 - Kōdai-in, monaco buddista giapponese
- 1628 - Jacopo Palma il Giovane, pittore italiano (n. 1549)
- 1637 - Marcello Mastrilli, missionario italiano (n. 1603)
- 1637 - Zanobi de' Medici, vescovo cattolico italiano
- 1638 - Gillis d'Hondecoeter, pittore e disegnatore olandese
- 1647 - Pietro Casani, presbitero italiano (n. 1572)
- 1651 - Francesca Farnese, monaca cristiana e badessa italiana (n. 1593)
- 1653 - Giovanni Francesco Susini, scultore italiano
- 1660 - Thomas Scot, politico inglese
- 1660 - Adrian Scrope, militare inglese (n. 1601)
- 1672 - Anna Maria di Baden-Durlach, nobile tedesco (n. 1617)
- 1673 - Thomas Clifford, I barone Clifford di Chudleigh, politico britannico (n. 1630)
- 1673 - Diego Osorio de Escobar y Llamas, vescovo cattolico spagnolo
- 1680 - Charles FitzCharles, I conte di Plymouth, militare inglese (n. 1657)
- 1690 - Margherita Maria Alacoque, monaca cristiana e mistica francese (n. 1647)

## XVIII secolo(22)
- 1702 - Valeriano di Nassau-Usingen, nobile tedesco (n. 1635)
- 1703 - Carlo Giuseppe Gonzaga, nobile italiano (n. 1664)
- 1705 - Ninon de Lenclos, scrittrice francese (n. 1620)
- 1715 - Ernesto di Sassonia-Hildburghausen, duca (n. 1655)
- 1716 - Anne Hamilton, III duchessa di Hamilton, nobildonna scozzese (n. 1631)
- 1736 - Giacomo Francesco Cipper, pittore austriaco (n. 1664)
- 1744 - Giuseppe Guarneri del Gesù, liutaio italiano (n. 1698)
- 1751 - Pietro Antonio Corsignani, vescovo cattolico e storico italiano (n. 1686)
- 1757 - René-Antoine Ferchault de Réaumur, scienziato e fisico francese (n. 1683)
- 1759 - Louis de Caix d'Hervelois, gambista e compositore francese (n. 1677)
- 1766 - Gerolamo Theodoli, architetto e nobile italiano (n. 1677)
- 1768 - Luigi VIII d'Assia-Darmstadt, nobile (n. 1691)
- 1780 - Bernardo Bellotto, pittore e incisore italiano (n. 1721)
- 1786 - Johann Ludwig Aberli, pittore, incisore e disegnatore svizzero (n. 1723)
- 1786 - Isidoro Sánchez de Luna, arcivescovo cattolico italiano (n. 1705)
- 1788 - John Brown, medico scozzese (n. 1735)
- 1789 - Carlo Giorgio Lebrecht di Anhalt-Köthen, principe (n. 1730)
- 1789 - Pietro Antonio Balestra, pittore italiano (n. 1711)
- 1790 - Georg Christoph Pisanski, teologo tedesco (n. 1725)
- 1794 - Maria Luisa Giuseppa Vanot, religiosa francese (n. 1728)
- 1799 - Louis Claude Cadet de Gassicourt, chimico e farmacista francese (n. 1731)
- 1799 - Johann Georg Schlosser, scrittore tedesco (n. 1739)

## XIX secolo(56)
- 1806 - Jean-Jacques Dessalines, militare e politico haitiano (n. 1758)
- 1809 - Friedrich Staps, tedesco (n. 1792)
- 1818 - Antonio Dugnani, cardinale e arcivescovo cattolico italiano (n. 1748)
- 1818 - Léon II de Perthuis de Laillevault, architetto francese (n. 1757)
- 1822 - Giuseppe Andreoli, presbitero e patriota italiano (n. 1789)
- 1825 - Peter Winter, compositore tedesco (n. 1754)
- 1829 - José María Córdova, generale colombiano (n. 1799)
- 1831 - Carlo Matteo Capelli, medico, botanico e docente italiano (n. 1763)
- 1831 - Antonio Luigi di Hohenzollern-Sigmaringen, principe tedesco (n. 1762)
- 1836 - George Colman il Giovane, drammaturgo e scrittore inglese (n. 1762)
- 1836 - Orest Adamovič Kiprenskij, pittore russo (n. 1782)
- 1837 - Johann Nepomuk Hummel, compositore, direttore d'orchestra e pianista austriaco (n. 1778)
- 1838 - Vittoria Savorelli, nobile italiana (n. 1817)
- 1841 - Amalia Zefirina di Salm-Kyrburg, nobile tedesca (n. 1760)
- 1849 - Fryderyk Chopin, compositore e pianista polacco (n. 1810)
- 1852 - Antal Rudolf Apponyi, diplomatico ungherese (n. 1782)
- 1852 - Henri de Caisne, pittore francese (n. 1799)
- 1852 - Edward Cowper, ingegnere e inventore britannico (n. 1790)
- 1854 - Vladimir Alekseevič Kornilov, ammiraglio russo (n. 1806)
- 1856 - Luigi Canina, archeologo e architetto italiano (n. 1795)
- 1856 - Ludovico Tevoli, arcivescovo cattolico italiano (n. 1772)
- 1860 - Pietro Lavagnolo, patriota e militare italiano (n. 1835)
- 1862 - Ottavio Campedelli, decoratore e pittore italiano (n. 1792)
- 1862 - Vincenzo Martini, politico e drammaturgo italiano (n. 1803)
- 1864 - Paku Alam III, sovrano indonesiano (n. 1827)
- 1865 - Joseph-François Malgaigne, chirurgo francese (n. 1806)
- 1865 - Gobbo Saragiolo, fantino italiano (n. 1809)
- 1868 - Laura Secord, patriota canadese (n. 1775)
- 1871 - Andrea Adolfo Campana, militare italiano (n. 1815)
- 1874 - Marcello Costamezzana, politico italiano (n. 1812)
- 1874 - Patrizio Rizzotti, banchiere italiano (n. 1811)
- 1875 - Alexandros Lykourgos, teologo greco (n. 1827)
- 1875 - Diomede Marvasi, giurista, patriota e politico italiano (n. 1827)
- 1875 - Salvatore Nobili Vitelleschi, cardinale e arcivescovo cattolico italiano (n. 1818)
- 1879 - John Miers, botanico e ingegnere inglese (n. 1789)
- 1881 - Augusto Nomis di Cossilla, prefetto e politico italiano (n. 1815)
- 1884 - Joseph Whitaker, imprenditore britannico (n. 1802)
- 1887 - Gustav Robert Kirchhoff, fisico e matematico tedesco (n. 1824)
- 1887 - Manuel Lopez de Azcutia, giurista e scrittore spagnolo (n. 1815)
- 1888 - Charles Duverger de Saint-Thomas, politico francese (n. 1820)
- 1888 - Carlo Felice Nicolis, conte di Robilant, diplomatico, generale e politico italiano (n. 1826)
- 1888 - Friedrich Salomon Vögelin, teologo e politico svizzero (n. 1837)
- 1888 - Maria Amelia di Baden, duchessa (n. 1817)
- 1889 - Maximilian von Gagern, politico, diplomatico e nobile tedesco (n. 1810)
- 1889 - Pasquale Montini, imprenditore italiano (n. 1822)
- 1889 - Calisto Veratti, politico italiano (n. 1840)
- 1890 - Luigi Pianciani, patriota e politico italiano (n. 1810)
- 1893 - Massimiliano Martinelli, magistrato, notaio e politico italiano (n. 1816)
- 1894 - Ludwig von Henk, ammiraglio e politico tedesco (n. 1820)
- 1895 - Elimar di Oldenburg, nobile (n. 1844)
- 1896 - Henry Abbey, impresario teatrale statunitense (n. 1846)
- 1896 - Gregorio Caccia, magistrato e politico italiano (n. 1815)
- 1897 - Franz Xaver von Wegele, storico tedesco (n. 1823)
- 1899 - George Allan, calciatore scozzese (n. 1875)
- 1900 - Luigi Ferraris, politico e avvocato italiano (n. 1813)
- 1900 - Raffaele Ulisse Barbolani, diplomatico e giornalista italiano (n. 1818)

## XX secolo(239)
- 1901 - Michał Bałucki, poeta e commediografo polacco (n. 1837)
- 1902 - Contardo Ferrini, giurista italiano (n. 1859)
- 1902 - Franz Krones, storico austriaco (n. 1835)
- 1902 - Giovanni Secondi, politico italiano (n. 1814)
- 1903 - Maria Klementyna Sanguszko, nobildonna polacca (n. 1830)
- 1903 - William Lyne Wilson, politico e avvocato statunitense (n. 1843)
- 1904 - Maria de las Mercedes di Borbone-Spagna, principessa spagnola (n. 1880)
- 1907 - Achille Del Giudice, politico italiano (n. 1819)
- 1909 - Dürriaden Kadın, ottomana (n. 1860)
- 1909 - Nicola Spinelli, compositore italiano (n. 1865)
- 1910 - Kurd Laßwitz, scrittore, scienziato e filosofo tedesco (n. 1848)
- 1910 - Carlo Michelstaedter, scrittore, filosofo e poeta italiano (n. 1887)
- 1910 - William Vaughn Moody, poeta e drammaturgo statunitense (n. 1869)
- 1910 - Julia Ward Howe, attivista e poetessa statunitense (n. 1819)
- 1911 - José López Domínguez, politico spagnolo (n. 1829)
- 1914 - Hippolyte-Jacques Hyvernaud, schermidore francese (n. 1870)
- 1914 - Theodor Lipps, filosofo e psicologo tedesco (n. 1851)
- 1916 - Silvio Pettirossi, aviatore paraguaiano (n. 1887)
- 1917 - Albert Baratier, generale e esploratore francese (n. 1864)
- 1917 - Guido Cora, geografo e cartografo italiano (n. 1851)
- 1918 - Carlo Colombo, medico e educatore italiano (n. 1869)
- 1918 - Alfonso Garofalo, imprenditore e politico italiano (n. 1852)
- 1918 - Luigi Nono, pittore italiano (n. 1850)
- 1918 - Malak Hifni Nasif, attivista egiziana (n. 1886)
- 1919 - Josef Albert Amann, ginecologo tedesco (n. 1866)
- 1920 - Gérard Leman, generale belga (n. 1851)
- 1920 - John Reed, giornalista e attivista statunitense (n. 1887)
- 1920 - Juan Sarabia, politico, giornalista e rivoluzionario messicano (n. 1882)
- 1921 - Edward John Bevan, chimico inglese (n. 1856)
- 1921 - Katherine Griffith, attrice statunitense (n. 1876)
- 1921 - Étienne Jourde, calciatore francese (n. 1890)
- 1921 - Julius Kronberg, pittore svedese (n. 1850)
- 1921 - Yaa Asantewaa, regina ghanese (n. 1840)
- 1922 - Adelmo Sichel, politico italiano (n. 1857)
- 1923 - August Adler, matematico tedesco (n. 1863)
- 1924 - Frank Dayton, attore statunitense (n. 1865)
- 1924 - William Botting Hemsley, botanico britannico (n. 1843)
- 1924 - Gaetano Marinelli, pittore italiano (n. 1835)
- 1925 - Erzsébet Korb, pittrice ungherese (n. 1899)
- 1926 - Édouard Naville, archeologo e egittologo svizzero (n. 1844)
- 1928 - Frank Dicksee, pittore e illustratore britannico (n. 1853)
- 1928 - Piero Giacosa, entomologo e medico italiano (n. 1853)
- 1928 - Joseph A. Martin, politico statunitense (n. 1888)
- 1929 - Vladimir Gortan, antifascista croato (n. 1904)
- 1929 - Enrico Vanni, presbitero e giornalista italiano (n. 1876)
- 1930 - Albert Joseph Pénot, pittore francese (n. 1862)
- 1931 - Fausto Aphel, avvocato e prefetto italiano (n. 1850)
- 1931 - Ferdinand Ebner, filosofo austriaco (n. 1882)
- 1931 - Carin von Kantzow, svedese (n. 1888)
- 1931 - Alfons Maria Jakob, neurologo tedesco (n. 1884)
- 1932 - Paulin Lemaire, ginnasta francese (n. 1882)
- 1933 - Johann Berger, scacchista, compositore di scacchi e editore austriaco (n. 1845)
- 1934 - Santiago Ramón y Cajal, medico spagnolo (n. 1852)
- 1934 - Pëtr Savvič Utkin, pittore russo (n. 1877)
- 1936 - Suzanne Bianchetti, attrice francese (n. 1889)
- 1936 - Tarsila Cordoba Belda, religiosa spagnola (n. 1861)
- 1936 - Fred Kirkham, arbitro di calcio e allenatore di calcio inglese (n. 1865)
- 1936 - Samuel Merwin, giornalista, scrittore e commediografo statunitense (n. 1874)
- 1936 - Giuseppe Sergi, antropologo e psicologo italiano (n. 1841)
- 1937 - Joseph Bruce Ismay, imprenditore britannico (n. 1862)
- 1937 - Paul Lhérie, tenore e baritono francese (n. 1844)
- 1937 - Frank Morley, matematico britannico (n. 1860)
- 1937 - Giovanni Antonio Porcheddu, ingegnere e imprenditore italiano (n. 1860)
- 1938 - Emilio Brambilla, giavellottista, lunghista e multiplista italiano (n. 1882)
- 1938 - Karl Kautsky, filosofo, politologo e economista austriaco (n. 1854)
- 1938 - Luigi Leone, scrittore e politico italiano (n. 1858)
- 1938 - Aleksander Michałowski, pedagogo, pianista e compositore polacco (n. 1851)
- 1938 - May Morris, artigiana e insegnante britannica (n. 1862)
- 1939 - William Jackson Pope, chimico e cristallografo inglese (n. 1870)
- 1940 - Abele Ajello, chirurgo e patologo italiano (n. 1859)
- 1940 - George Davis, giocatore di baseball e allenatore di baseball statunitense (n. 1870)
- 1940 - Franz Joseph Dölger, teologo e storico tedesco (n. 1879)
- 1940 - Florence Scovel Shinn, illustratrice e scrittrice statunitense (n. 1871)
- 1941 - John Stanley Plaskett, astronomo canadese (n. 1865)
- 1941 - Mayy Ziyade, scrittrice e poetessa libanese (n. 1886)
- 1941 - Guglielmo Zuelli, compositore e direttore d'orchestra italiano (n. 1859)
- 1942 - Sebastião Leme da Silveira Cintra, cardinale e arcivescovo cattolico brasiliano (n. 1882)
- 1942 - Frank Jonasson, attore statunitense (n. 1878)
- 1943 - Pasquale Di Benedetto, militare e partigiano italiano (n. 1920)
- 1943 - Günther Gumprich, militare tedesco (n. 1900)
- 1944 - Angelo Artico, partigiano italiano (n. 1922)
- 1944 - Silvio Bonfante, partigiano italiano (n. 1921)
- 1944 - Libero Briganti, partigiano italiano (n. 1914)
- 1944 - Giacomo di Crollalanza, ufficiale e partigiano italiano (n. 1917)
- 1944 - Antonio Furlan, partigiano e operaio italiano (n. 1906)
- 1944 - Pavel Haas, compositore ceco (n. 1899)
- 1944 - Hans Krása, compositore ceco (n. 1899)
- 1944 - August Landmesser, operaio, antifascista e militare tedesco (n. 1910)
- 1944 - Gino Menconi, politico e partigiano italiano (n. 1899)
- 1944 - Giuseppe Picedi Benettini, partigiano italiano (n. 1923)
- 1946 - Maurice Grammont, linguista francese (n. 1866)
- 1946 - Pie Eugène Neveu, vescovo cattolico e religioso francese (n. 1877)
- 1946 - Richard Sloley, calciatore inglese (n. 1891)
- 1947 - John Halliday, attore statunitense (n. 1880)
- 1948 - Silvio Gambini, architetto italiano (n. 1877)
- 1948 - Giuseppe Micheli, politico e notaio italiano (n. 1874)
- 1949 - Guido Costante Sullam, ingegnere e architetto italiano (n. 1873)
- 1949 - Fëdor Ivanovič Tolbuchin, generale sovietico (n. 1894)
- 1949 - Gustaf Wretman, nuotatore svedese (n. 1888)
- 1950 - Gordon Wiles, scenografo e regista statunitense (n. 1904)
- 1951 - Eugen Illés, regista, direttore della fotografia e sceneggiatore ungherese (n. 1879)
- 1951 - Bernhard Kellermann, scrittore e giornalista tedesco (n. 1879)
- 1951 - Leone Giacomo Ossola, arcivescovo cattolico italiano (n. 1887)
- 1952 - Julia Dean, attrice statunitense (n. 1878)
- 1952 - Okada Keisuke, politico giapponese (n. 1868)
- 1952 - Marcel Sommelet, chimico francese (n. 1877)
- 1953 - Enrico Bruzzi, scrittore italiano (n. 1867)
- 1953 - Carmen Cartellieri, attrice austriaca (n. 1891)
- 1954 - Heikki Sammallahti, ginnasta finlandese (n. 1886)
- 1955 - Pietro Borsetti, ginnasta italiano (n. 1882)
- 1955 - Maria Farneti, soprano italiano (n. 1877)
- 1955 - Dimitrios Maximos, politico greco (n. 1873)
- 1955 - Salvatore Sacquegna, artigiano e scultore italiano (n. 1877)
- 1955 - Robin Vane-Tempest-Stewart, VIII marchese di Londonderry, nobile e politico inglese (n. 1902)
- 1956 - Alfonso Artiaco, politico italiano (n. 1899)
- 1956 - Haniel Long, poeta e scrittore statunitense (n. 1888)
- 1957 - Albert Edward Hall, calciatore inglese (n. 1882)
- 1957 - Avetik Isahakyan, poeta armeno (n. 1875)
- 1957 - Aníbal Paciência, calciatore portoghese (n. 1915)
- 1957 - Ottorino Perrone, politico italiano (n. 1897)
- 1958 - Celso Costantini, cardinale e arcivescovo cattolico italiano (n. 1876)
- 1958 - Nancy Ryan, statunitense (n. 1849)
- 1958 - Jago Siotto, avvocato e giornalista italiano (n. 1876)
- 1958 - Zheng Zhenduo, archeologo, scrittore e traduttore cinese (n. 1898)
- 1959 - Alexander Young, calciatore scozzese (n. 1880)
- 1960 - Henri Crolla, chitarrista italiano (n. 1920)
- 1960 - Violet Wegner, attrice e cantante britannica (n. 1887)
- 1962 - Natal'ja Sergeevna Gončarova, pittrice, illustratrice e scenografa russa (n. 1881)
- 1962 - János Wenk, nuotatore e pallanuotista ungherese (n. 1894)
- 1963 - Guido Bosio, calciatore e allenatore di calcio italiano (n. 1899)
- 1963 - Guido Bosio, calciatore italiano (n. 1911)
- 1963 - Agesilao Greco, schermidore italiano (n. 1866)
- 1963 - Jacques Hadamard, matematico francese (n. 1865)
- 1963 - Carlo Vittorio Varetti, ingegnere, storico della scienza e dirigente sportivo italiano (n. 1884)
- 1964 - Pierre Brissaud, pittore e illustratore francese (n. 1885)
- 1964 - Marius Hiller, calciatore tedesco (n. 1892)
- 1964 - Karel Meduna, calciatore cecoslovacco (n. 1897)
- 1965 - Anders Henrikson, attore, regista e sceneggiatore svedese (n. 1896)
- 1966 - Quirico Baccelli, politico italiano (n. 1914)
- 1966 - Sidney Hatch, maratoneta e mezzofondista statunitense (n. 1883)
- 1966 - Cléo de Mérode, ballerina, modella e socialite francese (n. 1875)
- 1966 - Wieland Wagner, regista teatrale e scenografo tedesco (n. 1917)
- 1967 - Pu Yi, imperatore cinese (n. 1906)
- 1967 - Giuseppe Dalla Torre, giornalista italiano (n. 1885)
- 1970 - Pierre Laporte, politico canadese (n. 1921)
- 1970 - Jan Syrový, generale e politico cecoslovacco (n. 1888)
- 1970 - Vola Vale, attrice statunitense (n. 1897)
- 1970 - Magda Zsabka, schermitrice ungherese (n. 1923)
- 1971 - Charles Renaux, calciatore francese (n. 1884)
- 1971 - Gaetano Rubinelli, ingegnere italiano (n. 1886)
- 1972 - Turk Broda, hockeista su ghiaccio e allenatore di hockey su ghiaccio canadese (n. 1914)
- 1972 - Giorgio Karađorđević, principe serbo (n. 1887)
- 1972 - Harlow Shapley, astronomo statunitense (n. 1885)
- 1972 - Paul Wolf, nuotatore statunitense (n. 1916)
- 1973 - Ingeborg Bachmann, poetessa, scrittrice e giornalista austriaca (n. 1926)
- 1973 - Saverio Muratori, architetto, urbanista e storico dell'architettura italiano (n. 1910)
- 1973 - Edoardo Orabona, ingegnere italiano (n. 1897)
- 1974 - Tomotaka Tasaka, regista giapponese (n. 1902)
- 1975 - Sandrino Contini Bonacossi, partigiano e scrittore italiano (n. 1914)
- 1976 - Franz Altheim, storico delle religioni, filologo classico e storico dell'arte tedesco (n. 1898)
- 1976 - Radasłaŭ Astroŭski, politico bielorusso (n. 1887)
- 1976 - Enrique Soladrero, calciatore spagnolo (n. 1913)
- 1977 - Michael Balcon, produttore cinematografico inglese (n. 1896)
- 1977 - Ivan Ivanovič Fedjuninskij, generale sovietico (n. 1900)
- 1977 - Cal Hubbard, giocatore di football americano e arbitro di baseball statunitense (n. 1900)
- 1977 - Ettore Rivolta, marciatore italiano (n. 1904)
- 1978 - Jean Améry, superstite dell'Olocausto e scrittore austriaco (n. 1912)
- 1978 - Gertrude Mary Cox, statistica statunitense (n. 1900)
- 1978 - Gösta Danielsson, scacchista svedese (n. 1912)
- 1978 - Giovanni Gronchi, politico italiano (n. 1887)
- 1978 - Saverio Marra, fotografo italiano (n. 1894)
- 1979 - Pierre Bernac, baritono francese (n. 1899)
- 1979 - Lil Milagro Ramírez, attivista e poetessa salvadoregna (n. 1946)
- 1979 - John Stuart, attore scozzese (n. 1898)
- 1979 - Robert Vernay, regista e sceneggiatore francese (n. 1907)
- 1980 - Yvonne Astruc, violinista e insegnante francese (n. 1889)
- 1980 - Sam Flint, attore statunitense (n. 1882)
- 1980 - Don Rehfeldt, cestista statunitense (n. 1927)
- 1980 - Ugo Sissa, architetto, designer e archeologo italiano (n. 1913)
- 1981 - Albert Cohen, scrittore svizzero (n. 1895)
- 1981 - Lajos Juhász, calciatore ungherese (n. 1906)
- 1982 - George Atlee Goodling, politico statunitense (n. 1896)
- 1983 - Raymond Aron, filosofo, sociologo e storico francese (n. 1905)
- 1983 - Vittorio Nino Novarese, costumista, scenografo e sceneggiatore italiano (n. 1907)
- 1983 - Amadeo Ortega, calciatore paraguaiano
- 1984 - Alberta Hunter, cantante statunitense (n. 1895)
- 1984 - Georges Thill, tenore francese (n. 1897)
- 1985 - Omero Bonoli, ginnasta italiano (n. 1909)
- 1985 - Wiktor Kemula, chimico polacco (n. 1902)
- 1985 - Joseph Rosenstock, direttore d'orchestra statunitense (n. 1895)
- 1986 - Boris Arkad'ev, calciatore e allenatore di calcio sovietico (n. 1899)
- 1986 - Amalia Miotti, politica italiana (n. 1916)
- 1986 - Leah Rhodes, costumista statunitense (n. 1902)
- 1986 - Zhang Ping, attore cinese (n. 1917)
- 1987 - Aniello Coppola, giornalista italiano (n. 1924)
- 1987 - Ruby Dandridge, attrice e conduttrice radiofonica statunitense (n. 1900)
- 1987 - Roderich Menzel, tennista e scrittore cecoslovacco (n. 1907)
- 1987 - József Nemes, calciatore ungherese (n. 1911)
- 1988 - György Horváth, sollevatore ungherese (n. 1943)
- 1988 - Antonio Meocci, giornalista, scrittore e partigiano italiano (n. 1912)
- 1989 - Eugenio Battisti, critico d'arte, storico dell'arte e storico dell'architettura italiano (n. 1924)
- 1989 - Walther Jørgensen, compositore di scacchi danese (n. 1916)
- 1989 - Mark Krejn, matematico sovietico (n. 1907)
- 1989 - Pasquale Testini, archeologo italiano (n. 1924)
- 1991 - John C. Bailar Jr., chimico statunitense (n. 1904)
- 1991 - Pietro De Laurentiis, scultore italiano (n. 1920)
- 1991 - Piet van Est, ciclista su strada olandese (n. 1934)
- 1991 - Tennessee Ernie Ford, cantante statunitense (n. 1919)
- 1991 - Françoise Mézières, fisioterapista francese (n. 1909)
- 1992 - Edgar Chandler, giocatore di football americano statunitense (n. 1946)
- 1992 - Remo Franceschelli, giurista e avvocato italiano (n. 1910)
- 1992 - Marcel Spilliaert, pallanuotista francese (n. 1924)
- 1992 - Rouben Ter-Arutunian, costumista e scenografo georgiano (n. 1920)
- 1992 - Guerrino Tramonti, ceramista e pittore italiano (n. 1915)
- 1993 - Helmut Gollwitzer, teologo e scrittore tedesco (n. 1908)
- 1993 - Criss Oliva, chitarrista statunitense (n. 1963)
- 1994 - Dmitrij Jur'evič Cholodov, giornalista russo (n. 1967)
- 1994 - Ralph Hill, mezzofondista statunitense (n. 1908)
- 1995 - Mike Brittain, cestista statunitense (n. 1963)
- 1996 - Jaroslav Balík, regista e sceneggiatore cecoslovacco (n. 1924)
- 1996 - Lorenzo Teves, politico filippino (n. 1918)
- 1997 - Candelo Cabezas, percussionista colombiano (n. 1965)
- 1997 - Samuele Donatoni, poliziotto italiano (n. 1965)
- 1997 - Giorgio Pisanò, giornalista, saggista e politico italiano (n. 1924)
- 1998 - Colin Hardie, latinista, italianista e grecista britannico (n. 1906)
- 1998 - Joan Hickson, attrice britannica (n. 1906)
- 1998 - Anita Laurenzi, attrice italiana (n. 1932)
- 1998 - Francesco Salerno, politico e dirigente sportivo italiano (n. 1925)
- 1998 - Tron, hacker tedesco (n. 1972)
- 1999 - Ralph Grey, barone Grey di Naunton, avvocato e politico neozelandese (n. 1910)
- 1999 - Nicholas Metropolis, fisico statunitense (n. 1915)
- 1999 - Alessandro Ossicini, matematico italiano (n. 1921)
- 1999 - Tazio Roversi, calciatore italiano (n. 1947)
- 1999 - Vanni Scheiwiller, critico d'arte, editore e giornalista italiano (n. 1934)
- 1999 - Erwin Strempel, calciatore tedesco (n. 1924)
- 1999 - Franz Peter Wirth, regista e sceneggiatore tedesco (n. 1919)
- 2000 - Joachim Nielsen, musicista e paroliere norvegese (n. 1964)
- 2000 - Leo Nomellini, giocatore di football americano e wrestler italiano (n. 1924)
- 2000 - Alfredo Travia, calciatore italiano (n. 1924)

## XXI secolo(123)
- 2001 - Francesco Biamonti, scrittore italiano (n. 1928)
- 2001 - Stefan Gendera, cestista polacco (n. 1912)
- 2001 - Graziano Giusti, attore italiano (n. 1924)
- 2001 - Jay Livingston, paroliere e compositore statunitense (n. 1915)
- 2001 - Micheline Ostermeyer, discobola, pesista e altista francese (n. 1922)
- 2001 - Gyula Szilágyi, calciatore ungherese (n. 1923)
- 2002 - Derek Bell, musicista britannico (n. 1935)
- 2002 - Liliana Merlo, danzatrice e coreografa italiana (n. 1925)
- 2002 - Fred Scolari, cestista e allenatore di pallacanestro statunitense (n. 1922)
- 2003 - Charlie Justice, giocatore di football americano statunitense (n. 1924)
- 2003 - Janice Rule, attrice e ballerina statunitense (n. 1931)
- 2003 - Gianluigi Stefanini, calciatore italiano (n. 1934)
- 2003 - António Teixeira, calciatore portoghese (n. 1930)
- 2004 - Ghofrane Haddaoui, francese
- 2004 - Julius Harris, attore statunitense (n. 1923)
- 2004 - Francesco Prosperi, regista e sceneggiatore italiano (n. 1926)
- 2004 - Renzo Renzi, critico cinematografico, storico del cinema e saggista italiano (n. 1919)
- 2004 - Valdir Villas Boas, calciatore brasiliano (n. 1925)
- 2005 - Ba Jin, scrittore cinese (n. 1904)
- 2005 - Alfonso Bortolotti, scultore, incisore e pittore italiano (n. 1911)
- 2006 - Daniel Emilfork, attore cileno (n. 1924)
- 2006 - Megan Meier, statunitense (n. 1992)
- 2006 - Ursula Moray Williams, scrittrice inglese (n. 1911)
- 2006 - Andrea Parodi, cantante e produttore discografico italiano (n. 1955)
- 2007 - Joey Bishop, attore, comico e conduttore televisivo statunitense (n. 1918)
- 2007 - Teresa Brewer, cantante statunitense (n. 1931)
- 2007 - Alessandro Fornasaris, calciatore italiano (n. 1911)
- 2007 - Maria Kwaśniewska, giavellottista e pesista polacca (n. 1913)
- 2007 - Dante Meaglia, partigiano italiano (n. 1923)
- 2008 - Rocco D'Amore, calciatore italiano (n. 1937)
- 2008 - Santo Bartolomeo Quadri, arcivescovo cattolico italiano (n. 1919)
- 2008 - Josef Samu, calciatore ungherese (n. 1924)
- 2008 - Levi Stubbs, cantante e baritono statunitense (n. 1936)
- 2008 - Ángel Uribe, calciatore peruviano (n. 1943)
- 2008 - Nick Weatherspoon, cestista statunitense (n. 1950)
- 2008 - Ludovico di Baviera, nobile tedesco (n. 1913)
- 2009 - Carla Boni, cantante italiana (n. 1925)
- 2009 - David Burnside, allenatore di calcio e calciatore inglese (n. 1939)
- 2009 - Gidiuli, cantante italiano (n. 1944)
- 2009 - János Greminger, cestista ungherese (n. 1929)
- 2009 - Vic Mizzy, compositore statunitense (n. 1916)
- 2009 - Rosanna Schiaffino, attrice e modella italiana (n. 1939)
- 2010 - Emmanuel Lê Phong Thuận, vescovo cattolico vietnamita (n. 1930)
- 2010 - Tiziano Mannoni, archeologo e storico italiano (n. 1928)
- 2010 - Francesco Scardamaglia, sceneggiatore, produttore televisivo e produttore cinematografico italiano (n. 1945)
- 2011 - Gabriella Bosco, politica italiana (n. 1922)
- 2011 - Manfred Gerlach, politico tedesco (n. 1928)
- 2011 - Osvaldo Guidi, attore, drammaturgo e regista teatrale argentino (n. 1964)
- 2012 - Émile Allais, sciatore alpino, allenatore di sci alpino e dirigente sportivo francese (n. 1912)
- 2012 - Antonio Caruso, politico italiano (n. 1926)
- 2012 - Henry Friedlander, storico tedesco (n. 1930)
- 2012 - Sylvia Kristel, attrice olandese (n. 1952)
- 2012 - Francesco Saba Sardi, scrittore, curatore editoriale e traduttore italiano (n. 1922)
- 2012 - Jiří Soják, botanico cecoslovacco (n. 1936)
- 2012 - Karin Stoltenberg, politica e biologa norvegese (n. 1931)
- 2012 - Kōji Wakamatsu, regista giapponese (n. 1936)
- 2013 - Giorgio Dellagiovanna, calciatore italiano (n. 1941)
- 2013 - Antonio Guidi, attore e doppiatore italiano (n. 1927)
- 2013 - Elio Matassi, filosofo italiano (n. 1945)
- 2013 - Luciano Nicastri, filologo classico e latinista italiano (n. 1936)
- 2013 - Lou Scheimer, produttore televisivo e doppiatore statunitense (n. 1928)
- 2013 - Rene Simpson, tennista canadese (n. 1966)
- 2013 - Sergio Stanzani, politico e attivista italiano (n. 1923)
- 2014 - Gero Bisanz, allenatore di calcio e calciatore tedesco (n. 1935)
- 2014 - Claude Brodin, schermidore francese (n. 1934)
- 2014 - Dominot, attore e mimo italiano (n. 1930)
- 2014 - Masaru Emoto, saggista e pseudoscienziato giapponese (n. 1943)
- 2014 - Vladimír Hrivnák, calciatore cecoslovacco (n. 1945)
- 2014 - Juhani Kala, cestista finlandese (n. 1934)
- 2014 - Tom Shaw, vescovo anglicano statunitense (n. 1945)
- 2014 - Anna Nakagawa, attrice giapponese (n. 1965)
- 2014 - Daisuke Oku, calciatore giapponese (n. 1976)
- 2015 - Emory Tate, scacchista e militare statunitense (n. 1958)
- 2015 - Alessandro Damiani, giornalista e scrittore italiano (n. 1928)
- 2015 - Howard Kendall, calciatore e allenatore di calcio inglese (n. 1946)
- 2015 - Manoel da Silva Costa, calciatore brasiliano (n. 1953)
- 2015 - Morando Morandini, critico cinematografico, storico del cinema e giornalista italiano (n. 1924)
- 2015 - Anne-Marie Lizin, politica belga (n. 1949)
- 2016 - Eddie Applegate, attore televisivo statunitense (n. 1935)
- 2016 - Vincenzino Culicchia, politico italiano (n. 1932)
- 2016 - Cosimo Quarta, filosofo italiano (n. 1941)
- 2016 - Rémi Vogel, calciatore francese (n. 1960)
- 2017 - Marco Bergamo, serial killer italiano (n. 1966)
- 2017 - Danielle Darrieux, attrice francese (n. 1917)
- 2017 - Giuseppe Massa, calciatore italiano (n. 1948)
- 2017 - Julian May, autrice di fantascienza statunitense (n. 1931)
- 2017 - Harry Stradling Jr., direttore della fotografia statunitense (n. 1925)
- 2017 - Rosario Villari, storico e politico italiano (n. 1925)
- 2018 - Leone Frollo, fumettista italiano (n. 1931)
- 2018 - Martin LaSalle, attore francese (n. 1935)
- 2018 - Mário Fernando Ribeiro Pacheco Nobre, calciatore portoghese (n. 1925)
- 2018 - Geoff Scott, allenatore di calcio e calciatore inglese (n. 1956)
- 2018 - Abbondio Smerghetto, canottiere italiano (n. 1931)
- 2018 - Kōji Tsujitani, doppiatore giapponese (n. 1962)
- 2018 - Massimo Zamorani, giornalista e scrittore italiano (n. 1926)
- 2019 - Alicia Alonso, ballerina e coreografa cubana (n. 1920)
- 2019 - William Andre, pentatleta statunitense (n. 1931)
- 2019 - Slav Bakalov, animatore e pittore bulgaro (n. 1945)
- 2019 - Luigi Caligaris, militare e politico italiano (n. 1931)
- 2019 - Antonia Campi, designer italiana (n. 1921)
- 2019 - Elijah Cummings, politico e avvocato statunitense (n. 1951)
- 2019 - Bill Macy, attore statunitense (n. 1922)
- 2019 - Göran Malmqvist, linguista, traduttore e sinologo svedese (n. 1924)
- 2019 - Attilio Ortolani, fumettista italiano (n. 1937)
- 2020 - Toshinori Kondō, trombettista giapponese (n. 1948)
- 2020 - Bonaria Manca, pittrice italiana (n. 1925)
- 2021 - Sergio Berlinguer, diplomatico e politico italiano (n. 1934)
- 2021 - Anders Bodelsen, scrittore danese (n. 1937)
- 2021 - Marco Campioli, scacchista e compositore di scacchi italiano (n. 1954)
- 2021 - Robin Chassagne, astronomo francese (n. 1962)
- 2021 - Robin Wood, fumettista paraguaiano (n. 1944)
- 2022 - Antonio Del Prete, politico italiano (n. 1934)
- 2023 - Carla Bley, compositrice, pianista e organista statunitense (n. 1936)
- 2023 - Roberto Camilleri Azzopardi, vescovo cattolico e missionario maltese (n. 1951)
- 2023 - Frank Coppa, mafioso statunitense (n. 1941)
- 2023 - Orazio Rancati, allenatore di calcio e calciatore italiano (n. 1940)
- 2024 - Emile Daems, ciclista su strada belga (n. 1938)
- 2024 - Mitzi Gaynor, attrice, ballerina e cantante statunitense (n. 1931)
- 2024 - Rick Nolan, politico statunitense (n. 1943)
- 2024 - Vasō Papandreou, politica greca (n. 1944)
- 2024 - Daniel Percival, attore britannico (n. 1979)
- 2024 - Joseph Rykwert, storico dell'architettura britannico (n. 1926)
- 2024 - Andrew Viktor Schally, medico polacco (n. 1926)

## Senza anno specificato(1)
- Pardo di Larino, vescovo e santo italiano